# Cantons de la Manche
Els Cantons de la Manche (Normandia) són 52 i s'agrupen en 4 districtes:

Mapa dels cantons del departament de la Manche, agrupats per districtes

- Districte d'Avranches (16 cantons - sotsprefectura: Avranches) :
cantó d'Avranches - cantó de Barenton - cantó de Brécey - cantó de Ducey - cantó de Granville - cantó de La Haye-Pesnel - cantó d'Isigny-le-Buat - cantó de Juvigny-le-Tertre - cantó de Mortain - cantó de Pontorson - cantó de Saint-Hilaire-du-Harcouët - cantó de Saint-James - cantó de Saint-Pois - cantó de Sartilly - cantó de Sourdeval - cantó de Le Teilleul

- Districte de Cherbourg (15 cantons - sotsprefectura: Cherbourg-Octeville) :
cantó de Barneville-Carteret - cantó de Beaumont-Hague - cantó de Bricquebec - cantó de Cherbourg-Octeville-Nord-Oest - cantó de Cherbourg-Octeville-Sud-Est - cantó de Cherbourg-Octeville-Sud-Oest - cantó d'Équeurdreville-Hainneville - cantó de Montebourg - cantó des Pieux - cantó de Quettehou - cantó de Sainte-Mère-Église - cantó de Saint-Pierre-Église - cantó de Saint-Sauveur-le-Vicomte - cantó de Tourlaville - cantó de Valognes

- Districte de Coutances (10 cantons - sotsprefectura: Coutances) :
cantó de Bréhal - cantó de Cerisy-la-Salle - cantó de Coutances - cantó de Gavray - cantó de La Haye-du-Puits - cantó de Lessay - cantó de Montmartin-sur-Mer - cantó de Périers - cantó de Saint-Malo-de-la-Lande - cantó de Saint-Sauveur-Lendelin

- Districte de Saint-Lô (11 cantons - prefectura: Saint-Lô) :
cantó de Canisy - cantó de Carentan - cantó de Marigny - cantó de Percy - cantó de Saint-Clair-sur-l'Elle - cantó de Saint-Jean-de-Daye - cantó de Saint-Lô-Est - cantó de Saint-Lô-Oest - cantó de Tessy-sur-Vire - cantó de Torigni-sur-Vire - cantó de Villedieu-les-Poêles